# Championnat d'Écosse de football 1917-1918
Navigation
Édition précédente Édition suivante
La 28e édition du championnat d'Écosse de football est remportée par les Rangers FC. C’est le neuvième titre de champion du club de Glasgow. Ils gagnent avec un point d’avance sur le Celtic FC. Le Greenock Morton complète le podium.
Contrairement à ses voisins anglais et nord-irlandais, le championnat d'Écosse de football ne s’interrompt pas pendant la Première Guerre mondiale.
À la fin de la 27e saison, trois clubs, Aberdeen FC, Dundee FC et Raith Rovers, ne sont pas reconduits en première division. Les autres clubs ne votent pas leur maintien dans l’élite. Comme dans le même temps une seule équipe est promue (Clydebank FC dont c’est la toute première apparition dans l’épreuve), le championnat passe donc de 20 à 18 équipes.
Avec 35 buts marqués en 34 matchs,  Hughie Ferguson de Motherwell FC remporte pour la première fois le titre de meilleur buteur du championnat.

## Les clubs de l'édition 1917-1918
| Club                              | Ville      |
| --------------------------------- | ---------- |
| Ayr United Football Club          | Ayr        |
| Airdrieonians Football Club       | Airdrie    |
| Celtic Football Club              | Glasgow    |
| Clyde Football Club               | Glasgow    |
| Clydebank Football Club           | Clydebank  |
| Dumbarton Football Club           | Dumbarton  |
| Falkirk Football Club             | Falkirk    |
| Greenock Morton Football Club     | Greenock   |
| Hamilton Academical Football Club | Hamilton   |
| Heart of Midlothian Football Club | Édimbourg  |
| Hibernian Football Club           | Leith      |
| Kilmarnock Football Club          | Kilmarnock |
| Motherwell Football Club          | Motherwell |
| Partick Thistle Football Club     | Glasgow    |
| Queen's Park Football Club        | Glasgow    |
| Rangers Football Club             | Glasgow    |
| Saint Mirren Football Club        | Paisley    |
| Third Lanark Athletic Club        | Glasgow    |

## Compétition

### Classement
Le classement est établi sur le barème de points classique (victoire à 2 points, match nul à 1, défaite à 0).
| Rang | Équipe              | Pts | J  | G  | N  | P  | Bp | Bc | Diff |
| ---- | ------------------- | --- | -- | -- | -- | -- | -- | -- | ---- |
| 1    | Rangers FC          | 56  | 34 | 25 | 6  | 3  | 66 | 24 | +42  |
| 2    | Celtic FC           | 55  | 34 | 24 | 7  | 3  | 66 | 26 | +40  |
| 3    | Greenock Morton     | 43  | 34 | 17 | 9  | 8  | 53 | 42 | +11  |
| 3    | Kilmarnock FC       | 43  | 34 | 19 | 5  | 10 | 69 | 41 | +28  |
| 5    | Motherwell FC       | 41  | 34 | 16 | 9  | 9  | 70 | 51 | +19  |
| 6    | Partick Thistle FC  | 40  | 34 | 14 | 12 | 8  | 51 | 37 | +14  |
| 7    | Dumbarton FC        | 34  | 34 | 13 | 8  | 13 | 48 | 49 | -1   |
| 8    | Queen's Park FC     | 34  | 34 | 14 | 6  | 14 | 64 | 63 | +1   |
| 9    | Clydebank FC        | 33  | 34 | 14 | 5  | 15 | 55 | 56 | -1   |
| 10   | Heart of Midlothian | 32  | 34 | 14 | 6  | 16 | 41 | 58 | -17  |
| 11   | Saint Mirren        | 29  | 34 | 11 | 7  | 16 | 42 | 50 | -8   |
| 12   | Hamilton Academical | 28  | 34 | 11 | 6  | 17 | 52 | 63 | -11  |
| 13   | Third Lanark AC     | 27  | 34 | 10 | 7  | 17 | 56 | 62 | -6   |
| 14   | Falkirk FC          | 27  | 34 | 9  | 9  | 16 | 38 | 58 | -20  |
| 15   | Airdrieonians       | 26  | 34 | 10 | 6  | 18 | 46 | 58 | -12  |
| 16   | Hibernian FC        | 25  | 34 | 8  | 9  | 17 | 42 | 57 | -15  |
| 17   | Clyde FC            | 20  | 34 | 9  | 2  | 23 | 37 | 72 | -35  |
| 18   | Ayr United          | 19  | 34 | 5  | 9  | 20 | 32 | 61 | -29  |

|  | Champion d'Écosse |
|  | Relégation        |

## Bilan de la saison
| Tableau d'Honneur                |                    |
| Compétition                      | Vainqueur          |
| Championnat d'Écosse de football | Rangers FC         |
| Coupe d'Écosse de football       | Pas de compétition |

| Promotions et relégations |       |
| Promus                    | Aucun |
| Relégués                  | Aucun |

## Statistiques

### Meilleur buteur
1. Hughie Ferguson, Motherwell FC, 35 buts